# Sport Clube Leiria e Marrazes
Maillots
Le Sport Clube Leiria e Marrazes est un club de football portugais basé à Marrazes. Pour la saison 2012-2013, le club évolue en cinquième division, en division d'honneur de l'AF Leiria.

## Histoire
Fondé en 1919, sous le nom du Marrazes Sporting Club, le club fait ses débuts dans le football dans les championnats régionaux. En 1936, se renomme au nom du Marrazes Sport Club. Pendant la saison 1951-52, le club fait ses grands débuts dans les championnats nationaux, en troisième division. À la fin de la saison, le club se renomme sous le nom de Futebol Clube Marrazes. Le club y reste seulement deux saisons jusqu'à la saison 1953-54 en troisième division avant de plonger dans les championnats régionaux. Le club refait quelques apparitions entre la saison 1956-57 et 1959-60, avant de replonger dans le district.
Pendant les saisons dans les championnats régionaux, le club se renomme le Sport Clube Leiria e Marrazes en 1964. Le club refait son retour en troisième division nationale pendant la saison 1970-71, et finit cinquième à la fin de la saison. Le SC Leiria e Marrazes se stabilise, et reste un bon moment en troisième division en finissant toujours dans le premier tableau, ou pendant la saison 1976-77 le club obtient, la récompense de la promotion en finissant deuxième au classement. Le club connait alors ses plus belles années, mais ne parvient pas pendant la saison 1977-78 à se maintenir en finissant quatorzième. À son retour en troisième division, le SC Leiria e Marrazes retrouve principalement la première partie du classement avant d'être relégué pendant la saison 1981-82 en finissant à la treizième place.
Après une remontée très rapide en district pendant la saison 1982-83, le club évolue en troisième division pendant la saison 1983-84 ou elle ne parvient pas à se maintenir à nouveau. À la fin de la saison le club est relégué, et retrouve le district. Pendant la saison 1986-87 le club retrouve à nouveau la troisième division, et depuis le club se stabilise un bon nombre de saisons en troisième division. Le club craque neuf ans après, pendant la saison 1995-96 en finissant seizième, synonyme de relégation. Le SC Leiria e Marrazes ne parvient plus par la suite à obtenir de nouveau la montée, et se voit plonger pendant un long moment en première division du district ou elle parvient même à descendre en deuxième division du district pendant la saison 2003-04. Le club remonte très vite la saison suivante de deuxième division du district, et depuis évolue principalement en première division du district.

## Joueurs emblématiques
| - João Ricardo - Kata - Diamantino - Ferrinho | - Manaça - Paiva - Ulisses |

## Palmarès
| Compétitions nationales | Compétitions régionales                                                             |
| --- | ----------------------------------------------------------------------------------- |
| - Championnat du Portugal D2 (0) - Meilleure performance : 14e (1977-78) - Coupe du Portugal (0) - Meilleure performance : 1/32 final (1977-78, 1978-79, 1980-81, 1983-84) | - Coupe de l'AF Leiria (5) - Champion : 1969-70, 1984-85, 1985-86, 1996-97, 2011-12 |